# 平出鏗二郎
平出 鏗二郎（ひらで こうじろう、明治2年8月21日（1869年9月26日） - 明治44年（1911年）12月19日）は、日本の国文学者、歴史家。
1869年、尾張国名古屋（現・愛知県名古屋市）に生まれる。1890年、愛知県立医学専門学校卒業。1891年、上京、東京帝国大学文科大学国文学科に入学、1894年、卒業。文部省に入り、文科大学史料編纂所員として、江戸時代国学者の伝記史料を収集した。1900年、史料編纂員となる。研究に専念するためとして、生涯結婚はしなかった。1911年に病死。
『日本風俗史』（藤岡作太郎との共著）、『敵討』（中公文庫）、『近古小説解題』（1909年）などの著がある。死後、『鏗痴集』（1913年）が出た。